# العقيلي (عمران)
العقيلي هي إحدى قرى الجمهورية اليمنية. وهي تتبع جغرافيًا لمحافظة عمران. وإداريًا لمديرية خمر. يبلغ تعداد سكانها 3095 نسمة حسب الإحصاء الذي جرى عام 2004.